# Слідство ведуть ЗнаТоКі. Бумеранг
Слідство ведуть ЗнаТоКі. Бумеранг — радянський художній детективний фільм 1987 року, 20-й фільм із серії «Слідство ведуть ЗнаТоКі».

## Сюжет
ЗнаТоКі розслідують крадіжку грошей з кас універмагу в підмосковному містечку — злочинці проникли в магазин в обідню перерву, скориставшись недбалістю працівників, які мали звичку йти на обід, не включаючи сигналізацію. Єдиний свідок, шофер Олексій Барсуков, батько-одинак з двома маленькими дітьми, що жив поблизу станції метро «Новокузнецька», був заляканий злочинцями і тому приховав, що бачив злочинців і навіть знає одного з них. На місці злочину знаходять записну книжку, рукавичку і цигаркові недопалки, за якими слідство виходить на раніше судимого Подкідіна. Його пошуки і наступні спроби довести вину затягують слідство.
Насправді нальотчики — злочинна група з чотирьох чоловік, очолювана колишнім аспірантом-математиком Маратом Биловим. Марат організував і спланував крадіжку, зібрав і підготував спільників, але сам в нальоті не брав участі.
Образ Марата є одним з центральних у фільмі. Це жорсткий, вольовий, розумний чоловік з вираженими лідерськими якостями, але абсолютно не обтяжений моральними принципами. Його мати, Вероніка Билова — відома естрадна співачка. Вона самотужки виховала сина і своєю сліпою любов'ю і відданістю зробила з нього махрового егоїста, впевненого у своїй винятковості. Перелом стався за два з половиною роки до подій фільму, коли Марат, молодий учений, що подає надії, і професійний альпініст, повів групу в гори, всупереч правилам безпеки, після кінця сезону. В результаті група потрапила в буран, і двоє новачків загинули. Всі учасники подій одностайно звинуватили Марата, оскільки він міг врятувати товаришів, але злякався. На нього навіть завели кримінальну справу про залишення в небезпеці, але офіційно довести звинувачення не вдалося. Після цих подій від Марата відвернулися всі колишні друзі і колеги, пішла дружина. Тоді ж за використання бланків кафедри для якихось махінацій його «попросили» залишити аспірантуру. В результаті всього цього Марат остаточно озлобився і замкнувся. Він приховав від матері подію, представивши справу так, що він нібито сам кинув альпінізм через її хвилювання. Вона була впевнена, що син весь свій час витрачає на наукову роботу, тоді як він займався розробкою планів скоєння крадіжок.
Заарештований Подкідін наполягає на своїй невинності. Томін вивчає особистість Подкідіна, перевіряє його свідчення і переконується, що Подкідін дійсно «зав'язав»: він чесно працює, користується повагою оточуючих, всерйоз захоплюється садівництвом, на нього немає нічого компрометуючого, крім недоброзичливих відгуків сусідів по комунальній квартирі — подружньої пари, що має види на його кімнату. Крім того, речі Подкідіна виявилися в універмазі в різних місцях; виходить, що він в ході крадіжки одночасно і чатував біля входу, і розкривав касу, що дуже сумнівно.
Підкинуті докази спрацьовують проти справжніх злочинців: слідство виходить на тих, хто міг викрасти у Подкідіна його речі. Їх не так багато, і фактичних виконавців крадіжки затримано. Вони ні словом не згадують Марата — доказів проти нього немає, а у ватажка залишилася частина вкрадених грошей, яку він заздалегідь обмовив, як недоторканий запас на випадок провалу. Тим часом Марат збирає нову команду; тепер він збирається пограбувати в день зарплати касу НДІ, в якому працює Барсуков. Марат знайомиться з Борсуковим, в результаті той зустрічає колишню дружину Марата Стеллу і закохується в неї. Тим часом, щоб проникнути в установу, Марат підкупом і погрозами змушує Барсукова «допомогти» — в потрібний день провезти в своїй машині трьох своїх спільників на територію НДІ. Спілкування зі Стелою переконує Барсукова, що, незважаючи на труднощі самотнього батька, він не повинен втрачати свою особистість і характер. Та й сам Барсуков розуміє, що історія з першою крадіжкою, яку він спробував викинути з пам'яті, повернулася до нього бумерангом, і тепер він стає співучасником більш тяжкого злочину. Все зваживши, Барсуков йде в міліцію. З його допомогою злочинців беруть на місці злочину.
Вероніка Билова тим часом дізнається те, що приховав від неї син. Дізнавшись все це і підслухавши розмову Марата з його новими спільниками, вона розуміє, яке брехливе і злочинне чудовисько виростила. Вона їде до себе на батьківщину і там здійснює самогубство, відправивши синові прощального листа зі словами: «… я не змогла утримати тебе від жахливого зла всім своїм життям, може бути, хоч від чогось утримає моя смерть…». Але навіть такий страшний урок виявляється марним: лист матері, який Знаменський дає прочитати вже заарештованому Марату, викликає у того лише потворну істерику: Марат кричить, що мати його кинула, тоді як її борг — використовувати всю свою популярність, «… бігати, просити, принижуватися, валятися в ногах…», вимолюючи поблажливості для єдиної дитини. Марат Билов виявляється одним з тих небагатьох підслідних Знаменського, хто не викликав у слідчого ніякого співчуття, а тільки огиду.

## Ролі та виконавці

### Головні ролі
- Георгій Мартинюк —  Знаменський
- Леонід Канівський —  Томін
- Ельза Леждей —  Кібріт

### У ролях
- Василь Бочкарьов —  Олексій Барсуков-старший, батько-одинак 
- Андрій Харитонов —  Марат Билов, організатор злочинів
- Людмила Чурсіна —  Вероніка Антонівна Билова, мати Марата, співачка
- Людмила Титова —  Стелла
- Віталій Безруков —  капітан міліції Ніколаєв
- Юрій Гребенщиков —  Віктор Іванович Подкідін
- Андрій Лук'янов —  Сьома Тутаєв
- Микола Денисов —  Сеня Калмиков
- Микола Стоцький —  Ілля Колесніков
- Андрій Калашников —  «бутилочник»
- Олексій Козлов —  Альоша Барсуков-молодший («Плаксик номер один»)
- Юрій Козлов —  Юра Барсуков («Плаксик номер два»)
- Тетяна Пивоварова — Анна Львівна, теща Барсукова
- Георгій Куликов —  академік Микола Митрофанович Нікітін
- Ірина Мурзаєва —  Тетяна Григорівна, свідок
- Сергій Варчук —  екскурсовод Міша
- Микола Кроль —  Сергій
- Іветта Кисельова —  директор універмагу
- Олександр Граве —  Платон Опанасович, колишній науковий керівник Марата
- Геннадій Донягін —  капітан міліції
- Наталія Орлова —  мати Сені Калмикова

## Знімальна група
- Режисер — Василь Давидчук
- Сценаристи — Ольга Лаврова, Олександр Лавров
- Оператори — Юрій Ісаков, Олександр Пугачов
- Композитор — Давид Тухманов
- Художник — Віктор Лєсков